# 中野善弘
中野 善弘（なかの よしひろ、1958年6月2日 - ）は、日本の馬術選手、指導者。

## 経歴
1984年ロサンゼルスオリンピックから1996年アトランタオリンピックまで4大会連続でオリンピック馬術競技日本代表に選出されているが、1992年バルセロナオリンピックは乗馬の死亡のため辞退しており、代表としての出場は1988年ソウルオリンピックを含む3大会となる。
1984年ロサンゼルスオリンピックの馬術競技（大障碍競技）では携行馬コールマンで臨み、団体成績は11位、個人成績は34位だった。
1988年ソウルオリンピックの馬術競技（大障碍競技）では携行馬エルルーテで臨み、個人成績は42位、団体成績は13位（失権）で決勝進出を逃した。
1996年アトランタオリンピックの馬術競技（大障碍馬術）では携行馬シザールドゥジャレンヌで臨み、団体成績は15位、個人成績は59位だった。
2000年シドニーオリンピックでは馬術代表の監督を務めた。2014年南京ユースオリンピックでも監督を務めている。
アジア競技大会では、1986年ソウルと1994年広島の2大会で日本代表として団体で優勝している。
2019年時点では乗馬クラブクレイン千葉富津の所長。